# Dnipro (Schiff)
Die Dnipro (ukrainisch Дніпро) ist ein unter ukrainischer Flagge fahrendes Drei-Sterne-Flusskreuzfahrtschiff, das im Jahre 1970 auf der Schiffswerft Korneuburg der Österreichischen Schiffswerften AG Linz in Korneuburg/Österreich gebaut und an die Sowjet-Donau-Reederei (russisch ГП Советское Дунайское пароходство ММФ СССР) in Ismajil ausgeliefert wurde. Es gehört zur Volga-Klasse (Projekt Q-031). Das Schiff wurde nach dem Fluss Dnepr benannt, der durch die drei GUS-Länder Russland, Belarus und die Ukraine fließt.

## Beschreibung
Das Flusskreuzfahrtschiff mit drei Passagierdecks gehört zu einer 1970 hergestellten Baureihe von zwei Schiffen des Typs „Volga“, welche auch als „Projekt Q-031“ bekannt war. Die Dnipro, gebaut als Dnepr in russischer Beschriftung, verfügt über einen dieselelektrischen Antrieb mit zwei Viertakt-Hauptmotoren MWM TbD 440-8 mit Turbolader je 900 PS.

## Einsatz
Die Dnipro wird auf der Donau auf der Kreuzfahrt-Strecken zwischen Ismajil und Passau, von Passau aus, von der Nicko Tours eingesetzt.

## Ausstattung
Das Schiff hat Zweibettenkabinen verschiedener Klassen, welche mit Dusche/WC, Schrank, regulierbarer Lüftung, Bordtelefon und Safe ausgestattet sind. Darüber hinaus stehen drei Bars (eine davon auf dem überdachten Achterdeck), Panorama-Restaurant, Sonnendeck mit beheizbarem Swimmingpool und ein Gemeinschaftsraum zur Verfügung.